# Пётр Достопочтенный
Пётр Достопочтенный, Пётр из Монбуассье (лат. Petrus Venerabilis, фр. Pierre le Vénérable; ок. 1094 года — 25 декабря 1156 года) — католический святой, монах — бенедиктинец, девятый аббат Клюни.

## Биография
Родился в провинции Овернь в аристократической семье, где были сильны религиозные традиции — его мать стала монахиней, четверо братьев стали священниками, один из них впоследствии стал архиепископом Лиона. В 17-летнем возрасте вступил в Клюнийскую конгрегацию, около 1120 года стал приором монастыря. 22 августа 1122 года Пётр был избран аббатом монастыря Клюни, получив в весьма молодом возрасте высший пост конгрегации.
Клюнийское движение в этот период испытывало определённый кризис, после аббата Гуго Клюнийского (1049—1109), при котором конгрегация впервые перешагнула границы Франции, клюнийцев возглавлял аббат Понтий (1109—1122), обвинённый в расточительстве и хищениях. Клюнийцы подвергались жёсткой критике со стороны многих католиков, в том числе со стороны Бернара Клервоского, духовного лидера стремительно растущего и набирающего авторитет ордена цистерцианцев. При Петре Достопочтенном клюнийская реформа бенедиктинского монашества набрала новую силу, он с одной стороны защищал конгрегацию, полемизируя с Бернаром Клервоским и другими критиками, с другой стороны вёл активную деятельность по исправлению реальных недостатков клюнийских монастырей. Одной из главных мер по борьбе с падением монастырских нравов он видел как можно более частые визитации, и сам проводил много времени, лично инспектируя монастыри Клюнийской конгрегации в разных странах Европы. Жёстко отстаивал дарованное Клюни право выводить монастыри конгрегации из-под власти местных епископов, уверенно пресекал попытки раскола в ордене. Его деятельность привела в конце концов к восстановлению широкого авторитета Клюни и принесла ему самому почётное прозвание «Достопочтенный».
Пётр оказал решительную поддержку папе Иннокентию II в его борьбе против антипапы Анаклета II. Сыграл важную роль в судьбе богослова Пьера Абеляра, которому покровительствовал. Когда противники Абеляра во главе с Бернаром Клервоским и Норбертом Ксантенским добились осуждения его учения, в том числе и со стороны Папы, Пётр Достопочтенный сначала предоставил Абеляру убежище в Клюни, а затем постепенно добился его примирения с папой и святым Бернаром.
Обширно литературное наследие Петра Достопочтенного. Особое значение для европейской богословской мысли имел выполненный по его просьбе Робертом Кеттонским первый в истории перевод Корана на латынь. Сторонник изучения ислама на основе его собственных источников, Пётр не только заказал всеобъемлющий перевод корпуса мусульманских текстов («corpus toletanum»), но и сам в 1142 году отправился в Испанию, где встретился со своими переводчиками. 
Несмотря на ряд неточностей, этот перевод использовался в Европе вплоть до XVII века. Перу Петра Достопочтенного принадлежит апологетическое сочинение «Summula quaedam brevis», где он защищает основные положения христианства от исламской критики. Автор целого ряда проповедей, гимнов и стихов христианского содержания.